# Jürgen Maruhn
Jürgen Maruhn (* 29. September 1937 in Berlin; † 11. November 2013 in München) war ein deutscher Volkswirt, politischer Publizist, Journalist und SPD-Politiker.

## Leben
Jürgen Maruhn wuchs in Dresden auf und wechselte Mitte der 1950er Jahre nach Westdeutschland. Er studierte in Stuttgart und Bonn Volkswirtschaftslehre und Politik. Aufgrund der Radikalisierung des Sozialistischer Deutscher Studentenbund (SDS) gründete er gemeinsam mit anderen Studenten den Sozialdemokratischen Hochschulbund (SHB), dessen erster Vorsitzender er seit 1960 war.
Maruhn war von 1971 bis 1976 Vorsitzender des SPD-Kreisverbands Starnberg und Gründer des Seeheimer Kreises in Oberbayern. Maruhn war weiter Gründungsmitglied und langjähriges Vorstandsmitglied des Bundes Widerstand und Verfolgung (BWV) in Bayern und für diesen Verein und einen Vorgänger-Verband Herausgeber der Zeitschrift Freiheit und Recht.
Maruhn war Mitarbeiter der Bundeszentrale für politische Bildung in Bonn und später Dozent an der Akademie für Politische Bildung in Tutzing. Durch den Kontakt zu Annemarie Renger, die in den 1950er-Jahren den Zentralverband Demokratischer Widerstandskämpfer- und Verfolgtenorganisationen (ZDWV) gründete, wurde Maruhn für lange Jahre Chefredakteur des Periodiums des Verbandes, der Halbjahreszeitschrift Freiheit und Recht, die bis 2007 vom ZDWV und danach vom BWV herausgegeben wurde und bis 2011 vierteljährlich erschien.
Im Jahr 1975 war Maruhn Mitautor der Broschüre „Godesberg und die Gegenwart“, die von Hermann Buschfort, Heinz Ruhnau und Hans-Jochen Vogel federführend verfasst worden war.
In Bayern war Maruhn von 2004 bis 2011 Mitglied des Vorstands und zugleich Geschäftsführer des Bundes Widerstand und Verfolgung, der – wie der ZDWV – ein Sammelbecken von Widerstandskämpfern sein sollte, die nicht parteipolitisch festgelegt waren.

## Veröffentlichungen
- Jürgen Maruhn, Manfred Wilke (Hrsg.): Die verführte Friedensbewegung. Der Einfluss des Ostens auf die Nachrüstungsdebatte. Olzog Verlag, München 2001, ISBN 3-7892-8069-0.
- Jürgen Maruhn, Manfred Wilke (Hrsg.): Wohin treibt die SPD? Wende oder Kontinuität sozialdemokratischer Sicherheitspolitik. Olzog Verlag, München 1984, ISBN 3-7892-7241-8.
- Jürgen Maruhn, Manfred Wilke: Raketenpoker um Europa. Das sowjetische SS 20-Abenteuer und die Friedensbewegung. Bayerische Landeszentrale für politische Bildung, München 2001.